# Давыдовка (приток Луга)
Давыдовка (укр. Давидівка) — река во Львовском и Стрыйском районах Львовской области, Украина. Правый приток реки Луг (бассейн Днестра).
Длина реки 44 км, площадь бассейна 283 км2. Берёт начало на юго-восточной окраине Львова, северо-западнее села Давыдов. Протекает в пределах Львовского плато, Львовского Ополья, устье реки расположено в пределах Ходоровского Ополья. Сначала течёт с северо-запада на юго-восток, затем поворачивает на юг, ближе к устью — снова на юго-восток. Впадает в Луг южнее Отыневичского пруда.
Крупнейшие притоки: Суходолка, Рудка (правые).